# 塞巴鲁德氏菌属
塞巴鲁德氏菌属為梭杆菌目纤毛菌科的一属厌氧革兰氏阴性杆状菌。不产芽孢。发现于白蚁的后肠内含物。此属的模式种也是唯一种为白蚁塞巴鲁德氏菌(Sebaldella termitidis)。

## 下属物种
- 白蚁塞巴鲁德氏菌 Sebaldella termitidis (Sebald 1962) Collins and Shah 1986